# سالار محلة (دشت سر)
سالار محلة (بالفارسية: سالارمحله) هي قرية تقع في إيران في قسم دشت سر الريفي. يقدر عدد سكانها بـ 482 نسمة بحسب إحصاء 2016.